# Rijeka Open
Il Rijeka Open era un torneo professionistico di tennis giocato sulla terra rossa, che faceva parte dell'ATP Challenger Tour. Si è giocato annualmente a Fiume in Croazia dal 2007 al 2011.

## Albo d'oro

### Singolare
| Anno | Campione      | Finalista             | Punteggio        |
| ---- | ------------- | --------------------- | ---------------- |
| 2011 | Rui Machado   | Grega Žemlja          | 6–3, 6–0         |
| 2010 | Blaž Kavčič   | Rubén Ramírez Hidalgo | 6–4, 3–6, 7–6(5) |
| 2009 | Paolo Lorenzi | Blaž Kavčič           | 6–3, 7–6(2)      |
| 2008 | Nicolás Massú | Christophe Rochus     | 6–2, 6–2         |
| 2007 | Marin Čilić   | Lukáš Lacko           | 7–5, 6–2         |

### Doppio
| Anno | Campioni                                 | Finalisti                            | Punteggio           |
| ---- | ---------------------------------------- | ------------------------------------ | ------------------- |
| 2011 | Paolo Lorenzi Júlio Silva                | Lovro Zovko Dino Marcan              | 6–3, 6–2            |
| 2010 | Adil Shamasdin Lovro Zovko               | Carlos Berlocq Rubén Ramírez Hidalgo | 1–6, 7–6(9), [10–5] |
| 2009 | Sebastián Decoud Miguel Ángel López Jaén | Ivan Dodig Antonio Veić              | 7–6(7), 3–6, [10–8] |
| 2008 | Dušan Karol Jaroslav Pospíšil            | Alex Kuznetsov Dick Norman           | 6–4, 6–4            |
| 2007 | Jérôme Haehnel Jean-René Lisnard         | Ivo Klec Lukáš Lacko                 | 6–3, 6–4            |